# High Wych
High Wych is een civil parish in het bestuurlijke gebied East Hertfordshire, in het Engelse graafschap Hertfordshire met 775 inwoners.